# Socha Karla IV. (Karlovy Vary, 1739)
Socha Karla IV. se nachází na průčelí budovy Městské knihovny v ulici I. P. Pavlova v Karlových Varech. Vznik je datován k roku 1739?, pravděpodobný autor díla byl O. J. Wenda ze Žlutic?, event. je autor neznámý .
Socha byla prohlášena kulturní památkou, památkově chráněna je od 3. května 1958, event. 5. února 1964, rejstř. č. ÚSKP 19080/4-888.

## Historie
Socha zakladatele Karlových Varů, císaře a krále Karla IV. pochází pravděpodobně z roku 1739 a autorem by mohl být O. J. Wenda ze Žlutic. Podle jiných zdrojů je připisování tohoto autorství mylné a autor je uváděn jako neznámý.
Sochu městu daroval apelační rada von Schuppig jako poděkování za lázeňskou léčbu. Nejprve byla umístěna na vysokém podstavci na jižním nároží renesanční budovy původní karlovarské radnice na Tržišti. V březnu roku 1875 však musela být radnice pro celkový špatný stavební stav zbořena, socha však byla ještě před demolicí budovy snesena.
V roce 1936 byla umístěna na průčelí budovy bývalé okresní, později krajské knihovny v dnešní ulici I. P. Pavlova. Roku 1975 musela být kvůli špatnému stavu restaurována. V roce 2006 byla krajská knihovna přemístěna do Dvorů a budova se stala sídlem Městské knihovny Karlovy Vary. Socha na průčelí budovy zůstala v majetku Karlovarského kraje. V listopadu roku 2011 Karlovarský kraj na žádost městských zastupitelů sochu bezúplatně převedl do majetku města Karlovy Vary.

## Popis
Socha barokního stylu o výšce dva metry zhotovena z pískovce stojí na nízkém nepravidelném hranolovém soklu. Zachycuje císaře s typickými atributy důstojnosti, korunou na hlavě a říšským jablkem v pravé ruce; pod levou rukou přidržuje dvě knihy symbolizující právní a statutární založení Karlových Varů. Postava je oděna do zvlněného hermelínového pláště splývajícího z ramen, což dodává celé kompozici dynamičnost.